# بوریسکینو
بوریسکینو (انگلیسی: Boriskino) یک شهرک در شهرستان چیشمینسکی در استان باشقیرستان کشور روسیه است.